# Admire (Kansas)
Admire es una ciudad ubicada en el condado de Lyon en el estado estadounidense de Kansas. En el año 2010 tenía una población de 156 habitantes y una densidad poblacional de 206.4 personas por km².

## Geografía
Admire se encuentra ubicada en las coordenadas 38°38′29″N 96°6′7″O / 38.64139, -96.10194 (38.641416, -96.101932).

## Demografía
Según la Oficina del Censo, en 2000 los ingresos medios por hogar en la localidad eran de $40,250 y los ingresos medios por familia eran $47,250. Los hombres tenían unos ingresos medios de $26,406 frente a los $18,750 para las mujeres. La renta per cápita para la localidad era de $15,666. Alrededor del 4.4% de la población estaban por debajo del umbral de pobreza.